# Fotocamere istantanee di Polaroid
Lista completa delle macchine fotografiche istantanee vendute dalla Polaroid Corporation. Le fotocamere sono ordinate per tipo.

## Film Roll

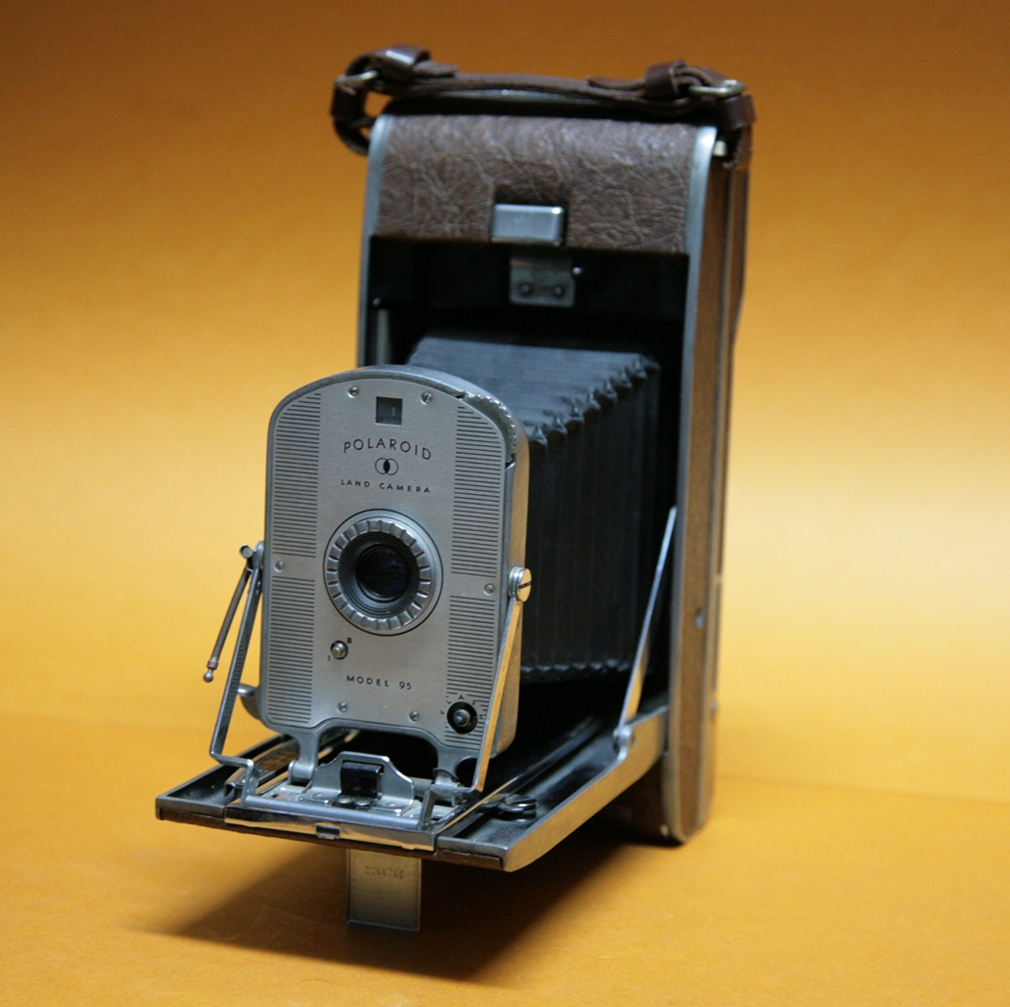
Polaroid land camera Mod. 95 1948

Queste fotocamere utilizzavano il Polaroid Picture Roll Land film, che fu prodotto fino al 1992; alcune potevano usare il Pack film.
- 40 Series (3.25 x 4.25-inch, 83 x 108 mm) 
  - Model 95 (1948–1953)
  - Model 95A "Speedliner" (1954–1957)
  - Model 95B "Speedliner" (1957–1961)
  - Model 100 "One Hundred" (1954–1957)
  - Model 110 "Pathfinder" (1952–1957)
  - Model 110A "Pathfinder" (1957–1960)
  - Model 110B "Pathfinder" (1960–1964)
  - Model 120 (1961–1965)
  - Model 150 (1957–1960)
  - Model 160 (1962–1965)
  - Model 700 (1955–1957)
  - Model 800 "The 800" (1957–1962)
  - Model 850 (1961–1963)
  - Model 900 (1960–1963)
  - Model J66 (1961–1963)
- 30 Series (2.5 x 3.25-inch, 64 x 83 mm)
  - Model 80 "Highlander" (1954–1957)
  - Model 80A "Highlander" (1957–1959)
  - Model 80B "Highlander" (1959–1961)
  - Model J33 (1961–1963)
- 20 Series (2.5 x 3.25-inch, 64 x 83 mm)
  - Model 20 "Swinger" (1965–1970)
  - Model M15 "Swinger Sentinel"
  - Swinger II

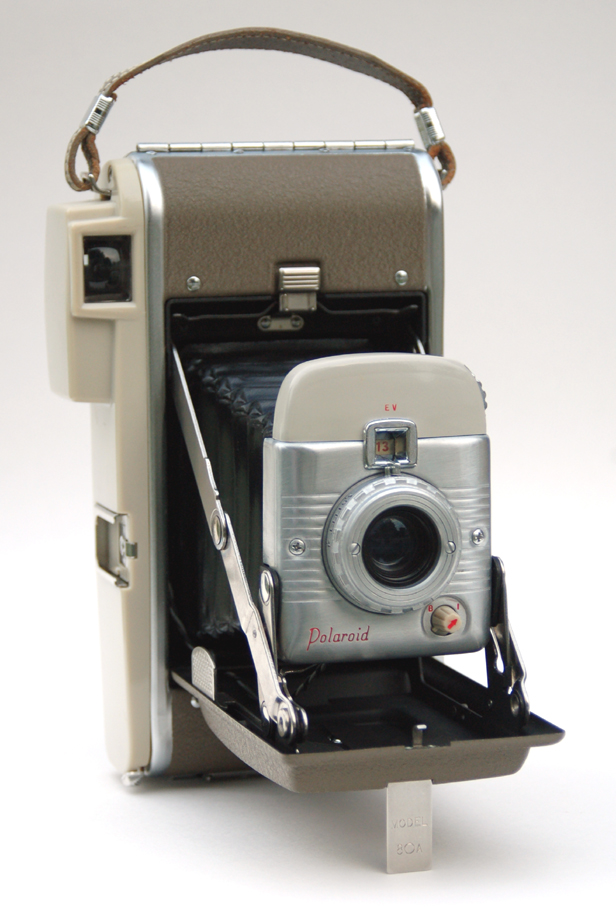
Polaroid Highlander Model 80A
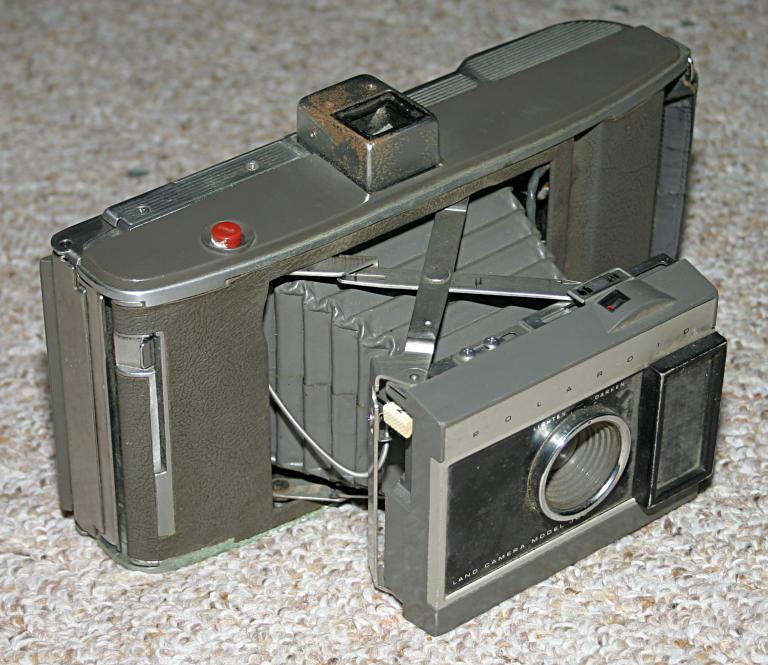
Polaroid Land Camera Model J66
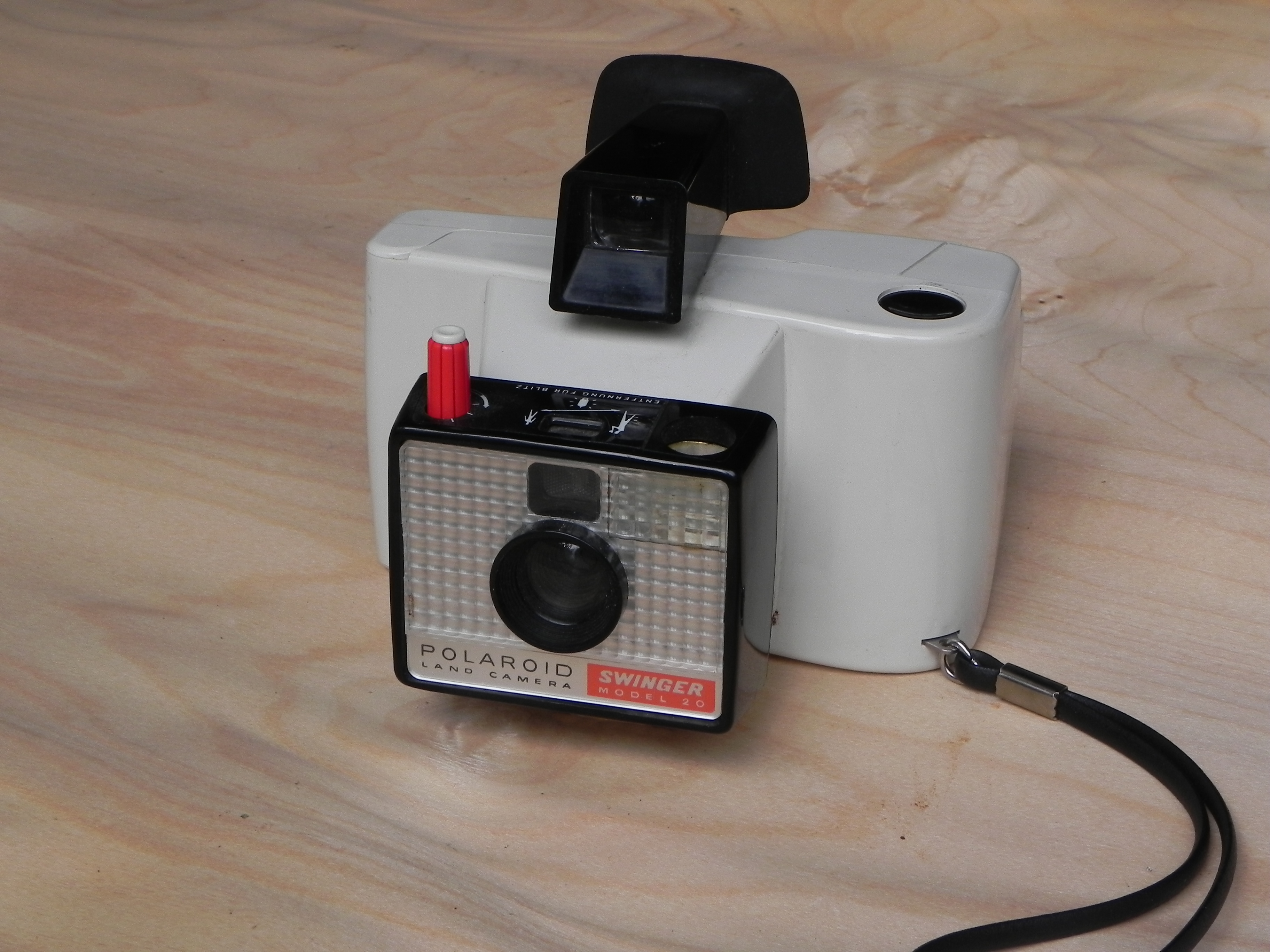
Polaroid Swinger

## Pellicola Pack (Colorpack)

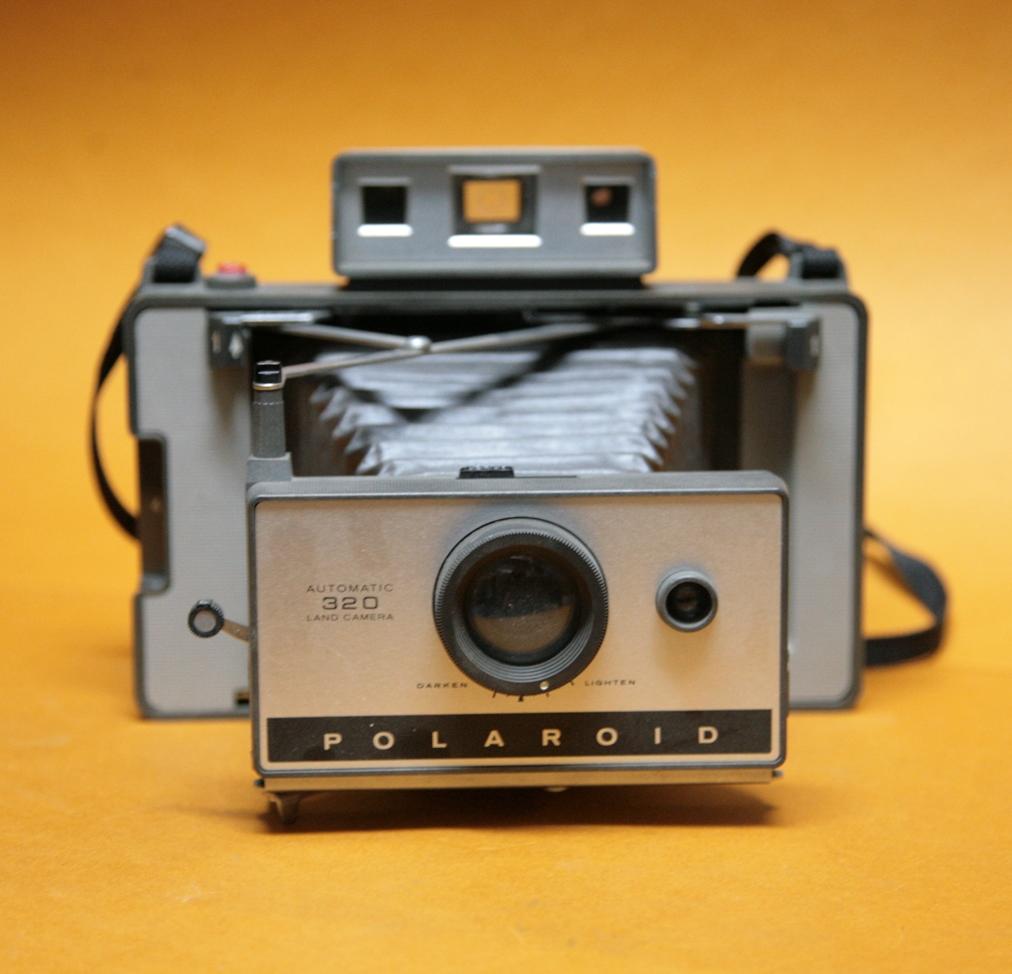
Polaroid Automatic Model 320 (1969–1971)

- 100 Series (2.875 x 3.75-inch, 72 x 95 mm)
  - 100 Series folding cameras
    - Model 100 (1963–1966)
    - Model 101 (1964–1967)
    - Model 102 (1964–1967) [1]
    - Model 103 (1965–1967)
    - Model 104 (1965–1967)
    - Model 125 (1965–1967) [1]
    - Model 135 (1965–1967) [1]

  - 200 Series folding cameras
    - Model 210 (1967–1969)
    - Model 210 (1968–1970)
    - Model 215 (1968–1970) [1]
    - Model 220 (1967–1969)
    - Model 225 (1968–1970) [1]
    - Model 230 (1967–1969)
    - Model 240 (1967–1969)
    - Model 250 (1967–1969)

  - 300 Series folding cameras
    - Model 315 (1969–1971) [1]
    - Model 320 (1969–1971)
    - Model 325 (1969–1971) [1]
    - Model 330 (1969–1971)
    - Model 335 (1969–1971) [1]
    - Model 340 (1969–1971)
    - Model 350 (1969–1971)
    - Model 355 (1975) [2]
    - Model 360 (1969–1971)
    - Countdown M60 (1970) [1]
    - Countdown M80 (1970) [1]

  - 400 Series folding cameras
    - Model 420 (1971–1977)
    - Model 430 (1971–1977)
    - Model 440 (1971–1976)
    - Model 450 (1971–1974)
    - Model 455 (1975–1976) [2]
    - Countdown 70 (1971–1973) [1]
    - Countdown 90 (1971–1973) [1]

  - Other folding cameras
    - Model 180 (1965–1969)
    - Model 185
    - Model 185 Millennium (2000-) [2]
    - Model 190 (1974–1977) [2]
    - Model 195 (1974–1976) [6]
    - The Reporter (1977) [3][6]
    - EE100 (1977) [3]
    - EE100 Special [3]
    - ProPack [3]

  - Non-folding cameras
    - 600 (1978) [2]
    - 600SE (1978)
    - Model 3000 "Big Swinger" (1968–1970)
    - Big Shot (1971–1973)
    - Clincher (1975) [1][3]
    - Clincher 2 [1][3]
    - Colorpack (1973–1975)
    - Colorpack II (1969–1972)
    - Colorpack III (1970–1971)
    - Colorpack IV (1969–1971) [1]
    - Colorpack V "CP5" (1973–1975) [1]
    - Colorpack 100 (1975–1976) [2]
    - Colorpack 200 (1977–1978) [2][3]
    - Colorpack M6 (1970–1971)
    - EE55 (1976–1977) [2][3]
    - EE58 (1977–1978) [2][3]
    - EE60 (1976–1977) [2][3]
    - EE66 (1976–1977) [2][3]
    - Instant 30 (1978) [2][3]
    - Memory Maker [1]
    - Minute Maker (1977) [3][4]
    - Minute Maker Plus (1977–1978) [3][6]
    - Super Colorpack (1971–1972)
    - Super Colorpack IV (1971–1972) [1]
    - Super Colour Swinger III (1976–1978) [2][3]
    - Super Shooter (1975–1977) [3][6]
    - Super Shooter Plus (1975–1977) [3]

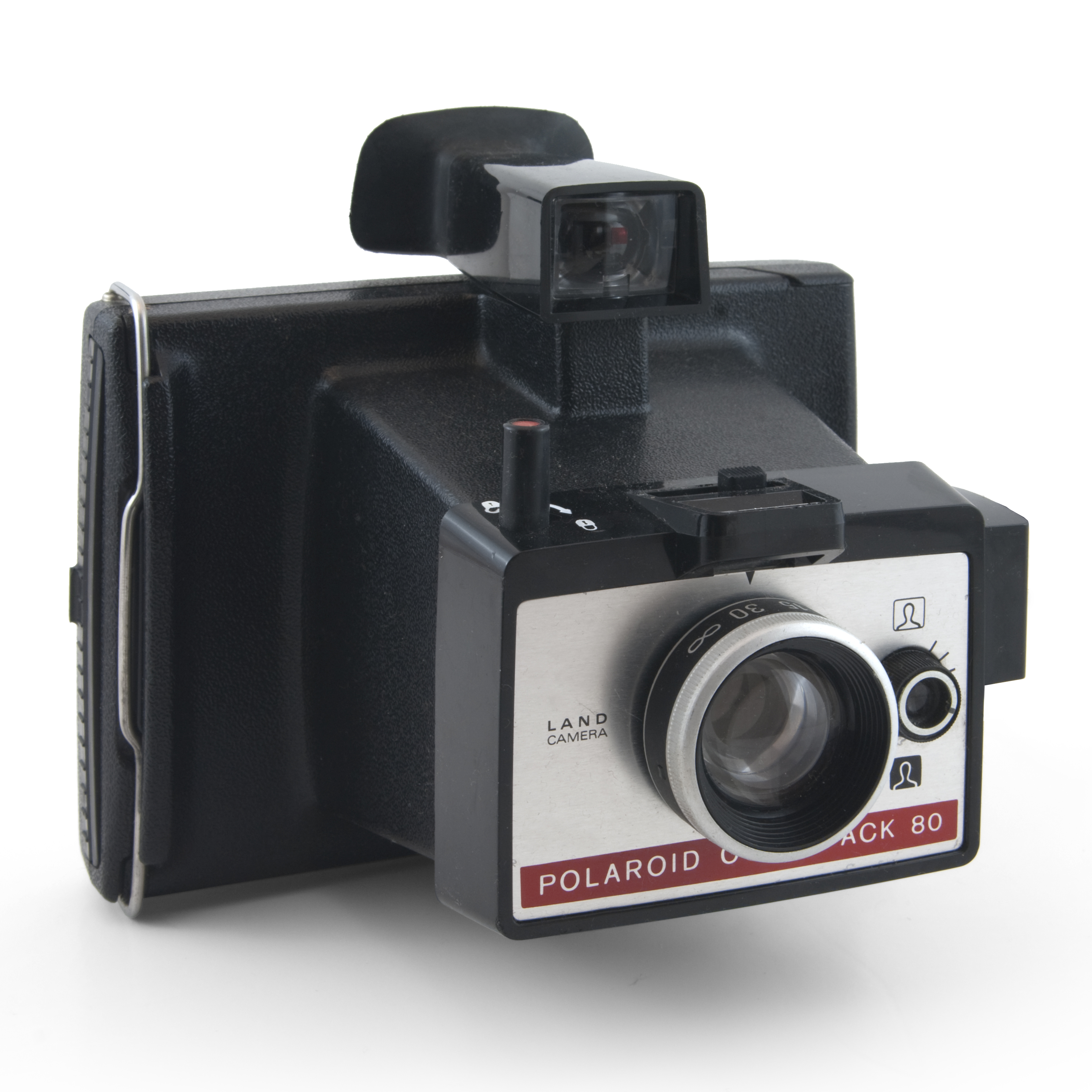
Polaroid Colorpack 80

- 80 Series (2.75 x 2.875-inch, 69 x 72 mm)
  - Colorpack 80 (1971–1976) [2]
  - Colorpack 82 (1971–1975) [2]
  - Colorpack 85 (1971–1975) [2]
  - Colorpack 88 (1971–1975) [2]
  - Colour Swinger (1975–1978) [2]
  - Colour Swinger II (1975) [2]
  - EE22 (1976–1977) [2]
  - EE33 (1976–1977) [2]
  - EE38 (1977–1978) [2]
  - EE44 (1976–1977) [2]
  - EE88 (1976) [2]
  - Electric Zip (1975–1978)
  - Instant 10 (1978) [2]
  - Instant 20 (1978) [2]
  - Square Shooter (1971–1972)
  - Square Shooter 2 (1972–1975)
  - Square Shooter 4 (1972–1975) [1]
  - Super Colour Swinger (1975–1977) [2]
  - Super Colour Swinger II (1975–1978) [2]
  - Super Swinger [2]
  - Swinger EE (1976–1978) [2]
  - Zip (1974–1977)

## SX-70

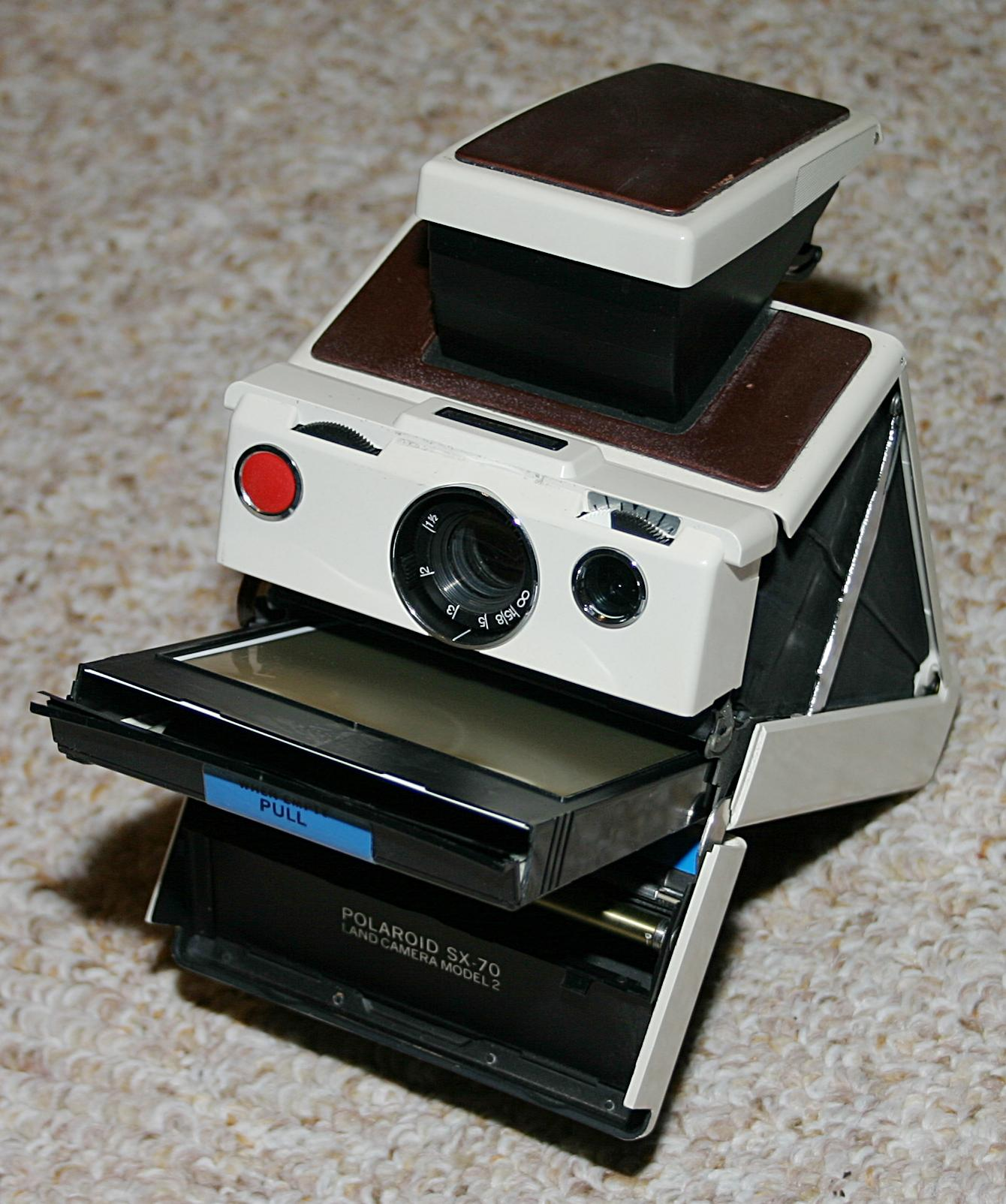
Polaroid SX-70

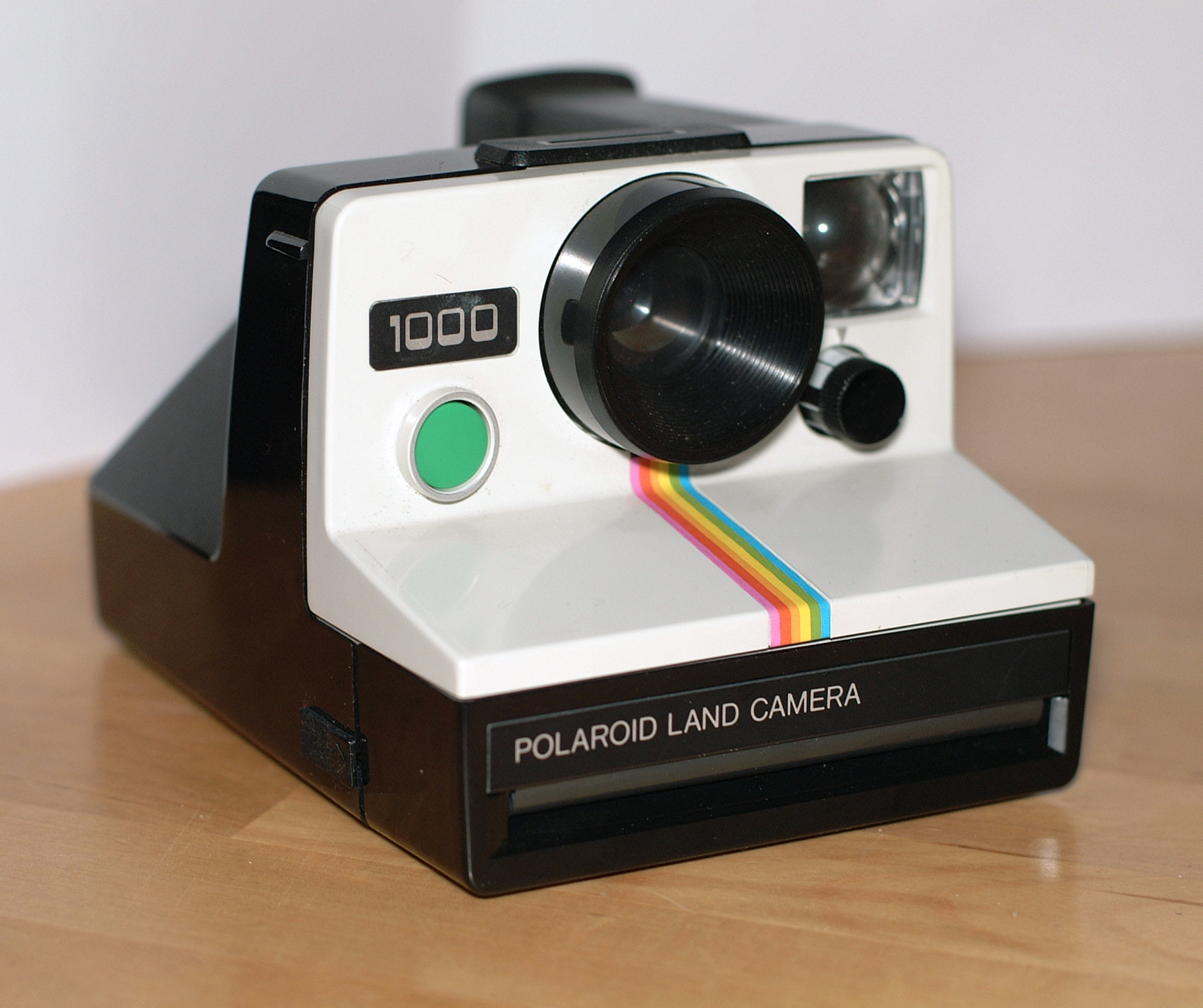
Polaroid Model 1000 (1977)

Questi modelli comprendono le folding (pieghevoli) SLRs e le meno costose non folding.
- Fotocamere Folding 
  - SX-70 (1972–1977)
  - SX-70 Alpha 1 (1977)
  - SX-70 Alpha 1 Executive (1977) [1]
  - SX-70 Alpha 1 24 Kt Gold Mildred Scheel
  - SX-70 Alpha 1 Model 2 (1977)
  - SX-70 Executive (1975–1977) [1]
  - SX-70 Model 2 (1974–1977)
  - SX-70 Model 3 (1975–1978)
  - SX-70 Sonar OneStep (1978)
  - SX-70 Sonar OneStep Gold
  - TimeZero SX-70 AutoFocus (1981)
  - TimeZero SX-70 AutoFocus Model 2 (1981)
- fotocamere non-folding 
  - Model 500 [2]
  - Model 1000 (1977) [2]
  - Model 1000 S [2]
  - Model 1000 SE
  - Model 1500 (1977) [2]
  - Model 2000 (1976) [2]
  - Model 3000 (1977) [2]
  - Encore (1977) [1]
  - Instant 1000 [2]
  - Instant 1000 DeLuxe [2]
  - OneStep (1977) [4][5][6]
  - OneStep Plus [1]
  - Presto! (1978) [1]
  - Pronto! (1976–1977) [4][5][6]
  - Pronto! B (1977)
  - Pronto! Extra (1977–1978)
  - Pronto! Plus (1976–1977)
  - Pronto! RF (1977) [4][5][6]
  - Pronto! S (1976–1977) [1]
  - Pronto! SM (1976–1977) [1]
  - Pronto! Sonar OneStep (1978) [5]
  - Sonar AutoFocus 5000 [2]
  - Super Clincher [1]
  - Supercolor 1000 [2]
  - Supercolor 1000 DeLuxe [2]
  - Supercolor AutoFocus [2]
  - Supercolor AutoFocus 3500 [2]
  - The Button (1981)
  - TimeZero OneStep (1981)
  - TimeZero Pronto AF (1981)

## 600
- 600 Extreme
- 600 (2000s)
- 600 Business Edition
- 600 Business Edition 2 (2000-)
- 636 Double Exposure
- 636 CloseUp (1996)
- Amigo 610
- Amigo 620 (1982)
- Barbie Instant Camera (1999–2001)
- Cool Cam (1988)
- Construction Camera
- Impulse (1988)
- Impulse AF (1988)
- Impulse QPS
- JobPro (1992)
- JobPro 2 (2000-)
- NightCam
- One (2003)
- One600 Classic (2004)
- One600 Pro (2004)
- One600 JobPro (2004)
- One600 Ultra (2004)
- One600 Nero (2004) [1]
- One600 Panna (2005) [1]
- One600 Rossa (2004) [1]
- OneStep 600 (1983)
- OneStep 600 Express (1997–2002)
- OneStep 600 Flash

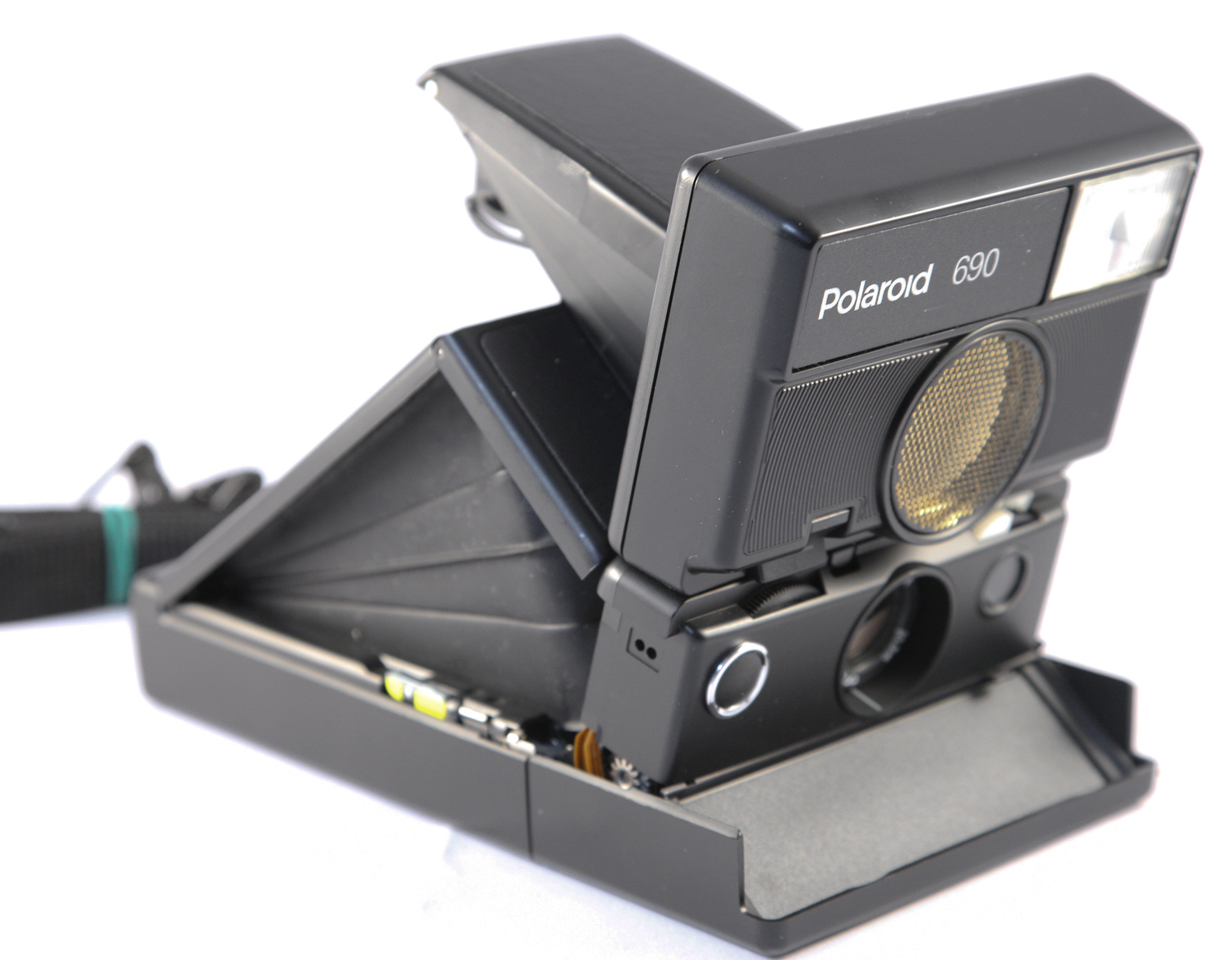
Polaroid SLR 690

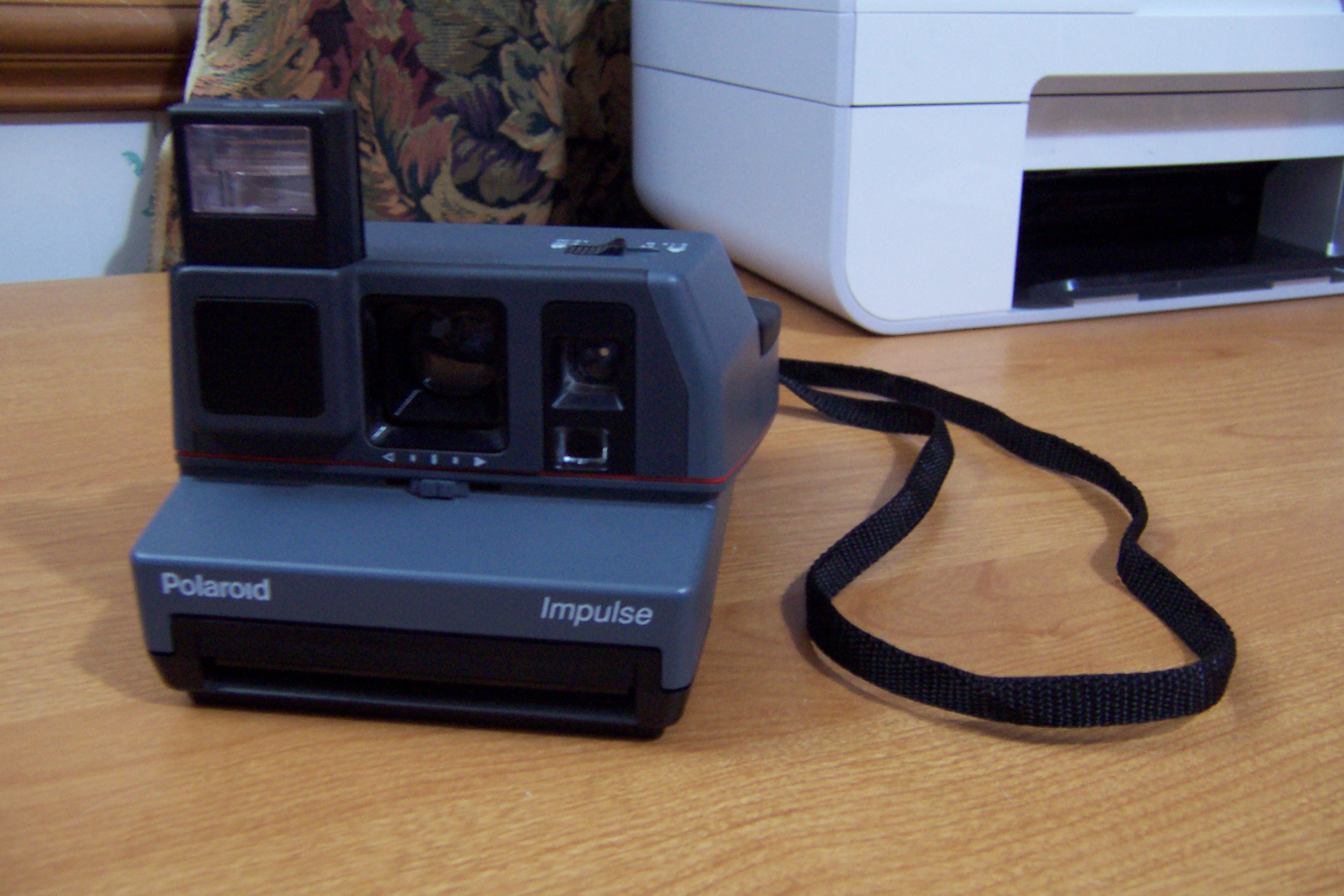
Polaroid Impulse

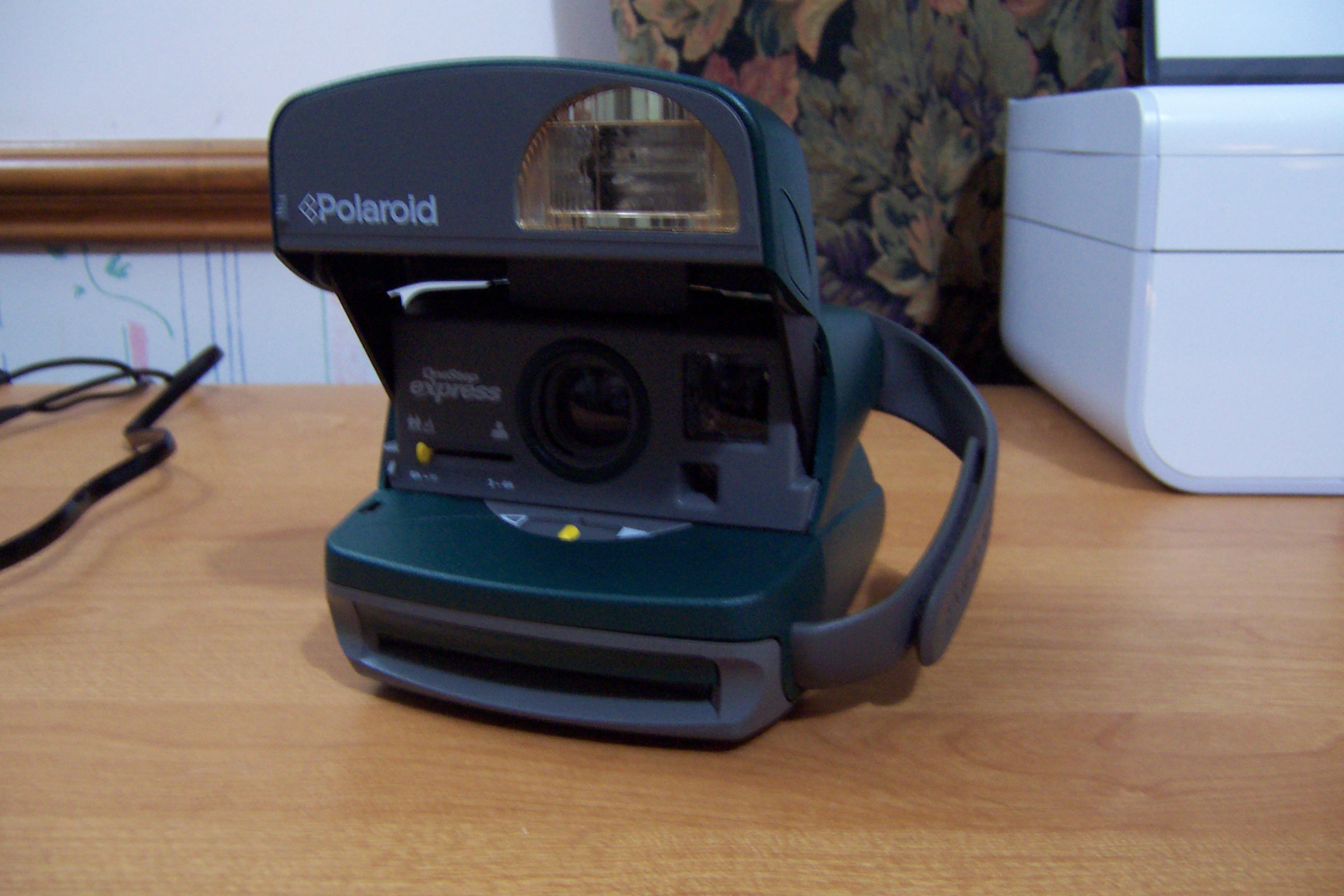
Polaroid OneStep 600 Express

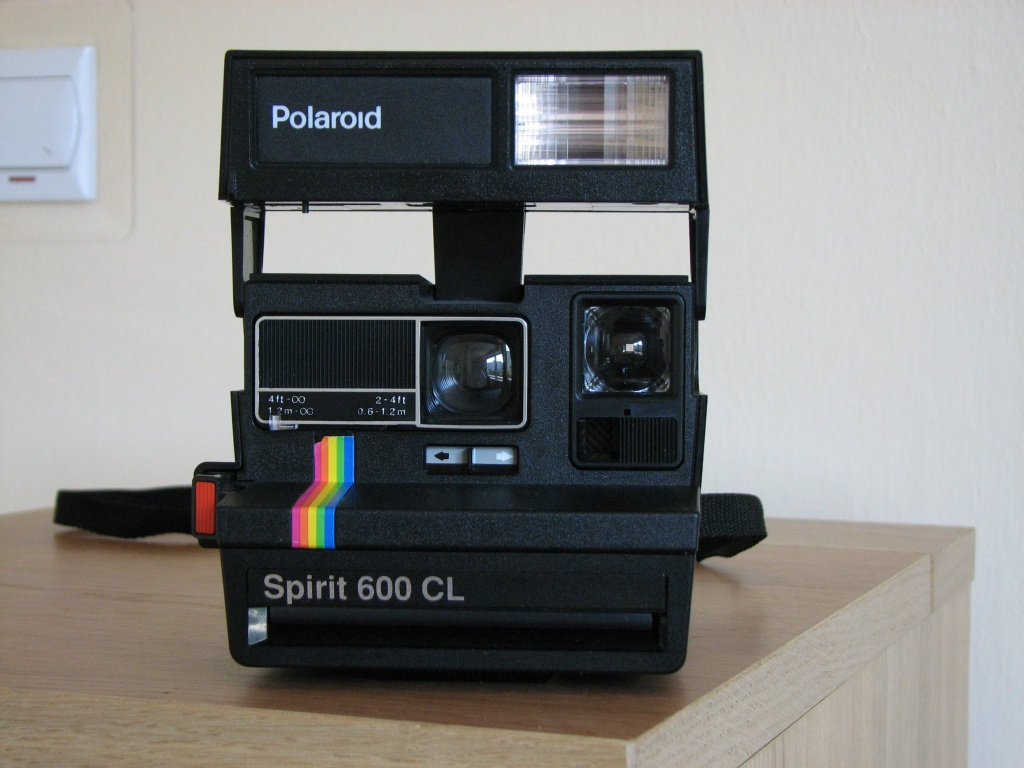
Polaroid Spirit 600 CL

- OneStep 600 Flash Close-Up (just OneStep after 1998)
- OneStep AF (1997-)
- OneStep Silver Express
- OneStep Talking Camera (1997–1998)
- P-Cam
- Pronto 600 [2]
- Quick 610
- Revue 600
- SLR 680 (1982–1987) [6]
- SLR 690 (1996–2002)
- SpiceCam (1998)
- Spirit [1]
- Spirit 600 [1]
- Spirit 600 CL [1]
- Sun 600 LMS (1983)
- Lightmixer 630
- Sun 635 SE
- Sun 640 (1981)
- Sun 650 (1982)
- Sun 660 (1981)
- Revue Autofocus 660
- Supercolor 600
- Supercolor 635 [2]
- Supercolor 635 CL [2]
- Supercolor 645 CL [2]
- Supercolor 670 AF [2]
- Supercolor Elite [1]
- Taz Instant Camera (1999–2001)
- Hello Kitty Instant Camera

## Spectra
- Image [2]
- Image 2 [2]
- Image1200 (2004)
- Image Elite Pro [2]
- Macro 5 SLR
- Pro Cam (1996–2000)
- Spectra (1986) [6]
- Spectra 2
- Spectra 1200i (2000-)
- Spectra 1200si (2000-)
- Spectra 1200FF (2001)
- Spectra Onyx (1987)
- Spectra Pro (1990–1998)

## Captiva
- Captiva (1993–1997)
- JoyCam (1999)
- PopShots (1999–2001)
- Vision (1993)
- P-500 Digital Photo Printer

## Macchine fotografiche tascabili
- i-Zone (1999)
- izone200 (2004)
- I-Zone 200 (2005)
- i-Zone Convertible (2001–2002)
- i-Zone Digital Combo (2000–2001)
- i-Zone with Radio (2001–2002)
- Mio (2001)
- Xiao (1997)

## Macchine fotografiche grande formato
- 20 x 24" camera (1976)
- 40 x 80" camera (1976)[1]

## Macchine fotografiche Miniportrait

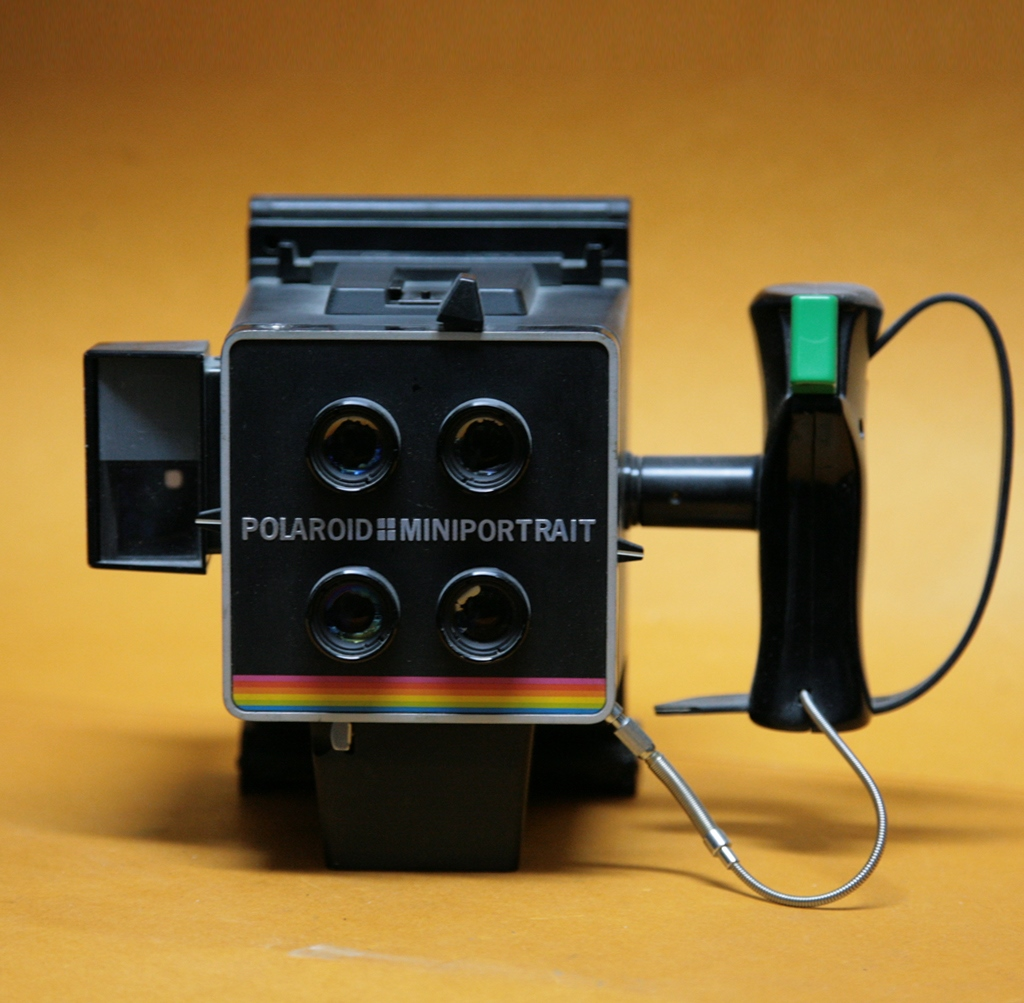
Polaroid miniportrait 402 1976 - 1978

La serie miniprotrait consentiva foto multiple con un solo scatto.
- Miniportrait Camera 402
- Studio Express Model 402
- Studio Express Miniportrait 403
- Studio Express 203
- Studio Express Miniportrait M403r
- Studio Express 485b
- Studio Express Miniportrait 455
- Miniportrait Camera 700id
- Polaroid Miniportrait 207
- Cambo Polaroid Miniportrait Model 401
- Cambo Polaroid Miniportrait Model 40
- Rare Polaroid Miniportrait Model 201
- Rare Quad Camera With Polaroid Back